# Catacalo Cecaumeno

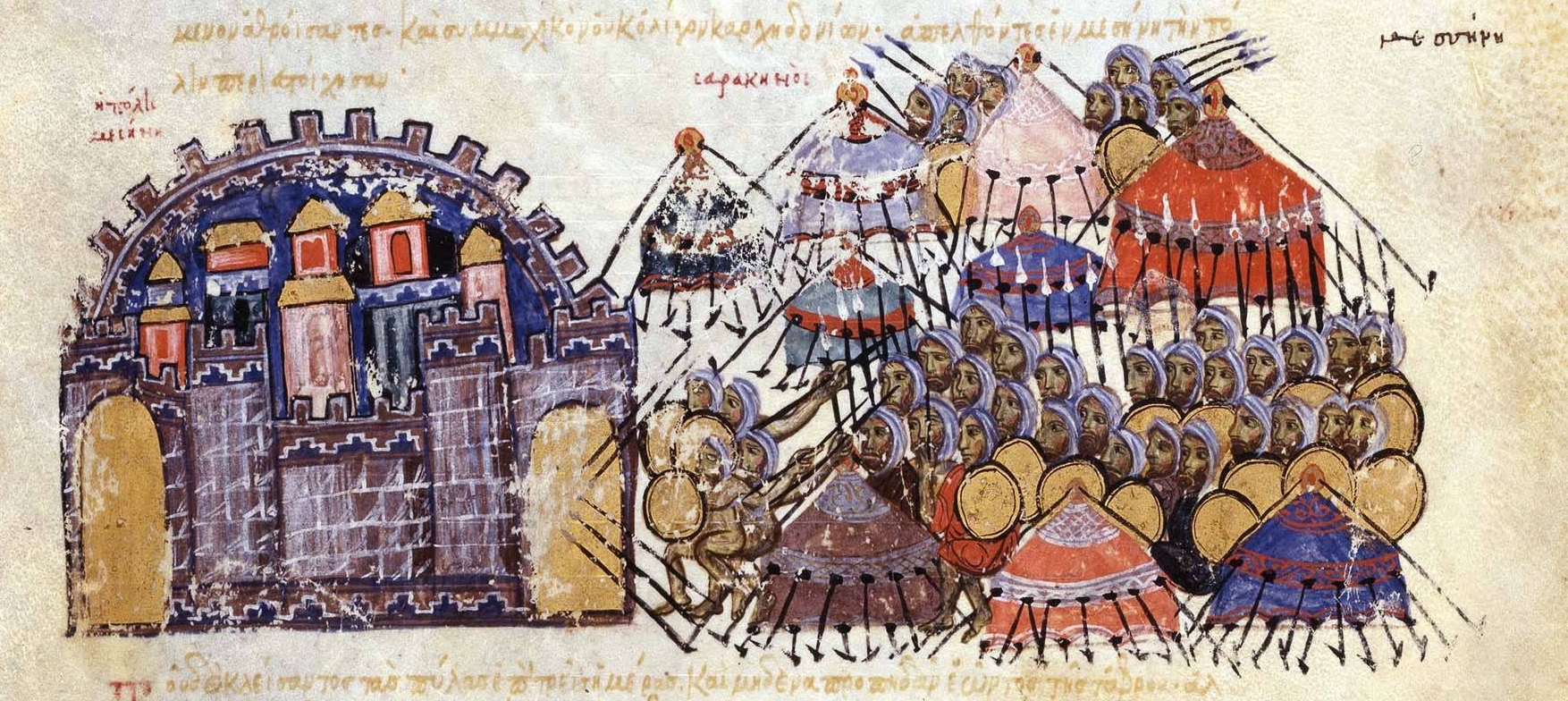
Cerco de Messina, defendida por Cecaumeno em 1040.
Iluminura do Escilitzes de Madrid.

Catacalo Cecaumeno (em grego: Κατακαλὼν Κεκαυμένος; romaniz.: Katakalon Kekaumenos) foi um importante general bizantino do século XI, ativo durante o reinado dos imperadores Miguel V, o Calafate (r. 1041–1042), Constantino IX Monômaco (r. 1042–1055) e Miguel VI, o Estratiótico (r. 1056–1057). Natural de Coloneia, aparece pela primeira vez durante a campanha siciliana de Jorge Maniaces, quando protegeu Messina, em 1040, de um cerco árabe. Em 1042, sufocou uma revolta em Constantinopla e em 1043 derrotou um raide dos rus' contra a capital, o que lhe rendeu a nomeação para alguns postos proeminentes.
Sob Constantino XI, serviu no Oriente como duque da Ibéria e então governador de Ani, nesta última tendo de lutar contra as investidas dos turcos seljúcidas. Ainda nos anos 1040, foi nomeado para outras posições militares importantes e participou como segundo no comando de um exército expedicionário montado para lidar com os pechenegues. Na década de 1050, em decorrência da má-conduta do imperador Miguel VI para com ele, Catacalo apoiou ativamente a revolta do futuro Isaac I Comneno (r. 1057–1059). Catacalo não deve ser confundido com o autor do "Strategikon de Cecaumeno", chamado simplesmente de "Cecaumeno". Apesar de esta identificação ser por vezes encontrada em obras mais antigas, ela é atualmente rejeitada pelos acadêmicos.

## Biografia

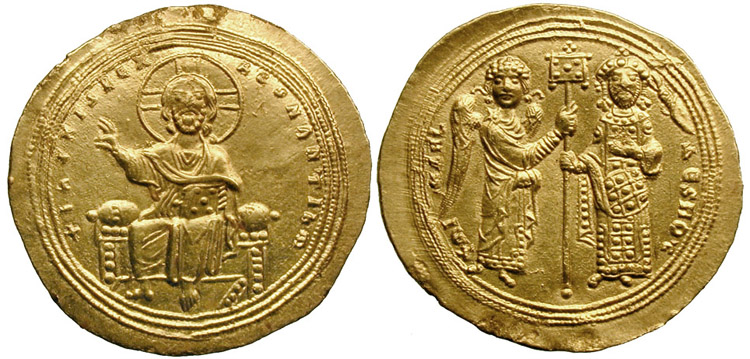
Histameno do imperador r.

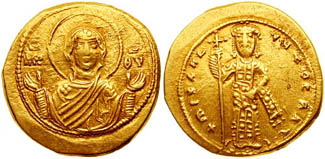
Tetartero do imperador r.

Catacalo nasceu em Coloneia e, embora tenha aparentemente sido parte da nobre família Catacalo, João Escilitzes afirma que ele não tinha uma origem aristocrática. Ele se destacou primeiro na campanha siciliana de Jorge Maniaces quando, ainda um protoespatário, comandou um contingente do Tema Armeníaco e liderou a vitoriosa defesa de Messina contra o ataque árabe em 1040.
Em 1042, o imperador Miguel V, o Calafate (r. 1041–1042) o encarregou de sufocar uma revolta em Constantinopla. No ano seguinte, derrotou um raide dos rus' contra a capital e foi nomeado vestes e arconte das cidades do Danúbio. No reinado de Constantino IX Monômaco (r. 1042–1055), continuou sua brilhante carreira. Serviu no Oriente como duque da Ibéria e se tornou o governador de Ani após a cidade ter sido anexada pelos bizantinos em 1045, liderando as forças locais contra os turcos seljúcidas.
No final da década de 1040, foi promovido à posição de estratelata do oriente e participou da campanha contra os pechenegues como segundo em comando do inexperiente (do ponto de vista militar) reitor Nicéforo. Durante esta campanha foi gravemente ferido. Por volta de 1055, foi novamente promovido, desta vez para o prestigioso estatuto de magistro e foi nomeado para a poderosa posição de duque de Antioquia.
O sucessor do imperador Constantino IX, Miguel VI, o Estratiótico (r. 1056–1057), não confiava nos generais mais poderosos do império e os tratou brutalmente; ele se recusou a promover Catacalo e Isaac Comneno, ambos já magistros, ao título de proedro e, em seguida, dispensou Cecaumeno. O general, por sua vez, apoiou ativamente a revolta de Isaac Comneno em 1057 e foi recompensado com o título de curopalata.

## Obras
Cecaumeno aparentemente escreveu uma autobiografia, que foi então utilizada como fonte principal para os eventos entre 1042 e 1057 por João Escilitzes em sua própria "História". Assim, a narrativa de João trata sua carreira em detalhes e de maneira bastante elogiosa em relação às suas conquistas. Catacalo Cecaumeno também já foi proposto como o autor do chamado "Strategikon de Cecaumeno", mas esta identificação do general com o autor, conhecido apenas como "Cecaumeno", é rejeitada atualmente pela maioria dos estudiosos.